# Mauro Forghieri
Mauro Forghieri (Módena, Italia, 13 de enero de 1935-Ibidem; 2 de noviembre de 2022) fue un ingeniero mecánico italiano, principalmente conocido por diseñar automóviles de Fórmula 1 para la Scuderia Ferrari durante las décadas de 1960, 1970 y 1980. Se le atribuye la introducción de los primeros alerones traseros en la F1, el diseño de la primera marcha automática transversal y el primer motor turbo de Ferrari F1.
Falleció en Módena el 2 de noviembre de 2022 a los 87 años.

## Inicios

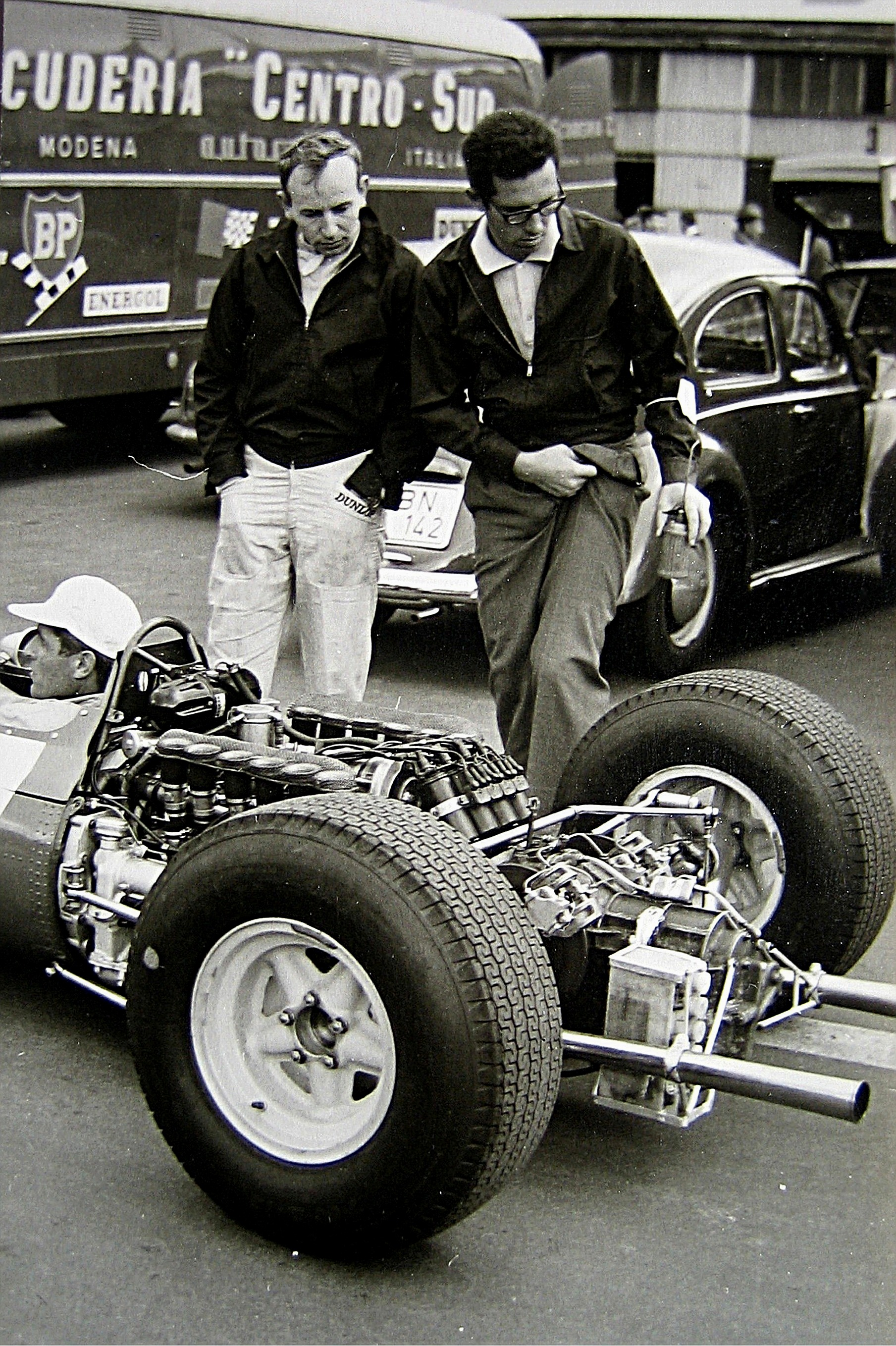
Forghieri junto a John Surtees observando el Ferrari 1512, año 1965

Forghieri nació en Módena, Italia. Su padre Reclus, tornero, trabajó durante la Segunda Guerra Mundial para los talleres mecánicos de Ansaldo en Nápoles. Durante este tiempo, Mauro vivió principalmente con su madre, Afra Gori, pasando tiempo en Nápoles, Milán, Módena y Abbiategrasso. Después del conflicto bélico, la familia Forghieri se reunió y regresó a Módena, donde Reclus comenzó a trabajar en el taller de Ferrari en Maranello. Mientras tanto, Mauro completó el liceo y en 1959 obtuvo un título en Ingeniería Mecánica de la Universidad de Bolonia.

## Ferrari
A pesar de su interés inicial en el diseño de la aviación, Forghieri aceptó una oferta de pasantía de Ferrari, donde fue presentado por su padre. Allí comenzó un período de aprendizaje en el departamento de motores de competición junto con otro joven ingeniero, Gian Paolo Dallara.

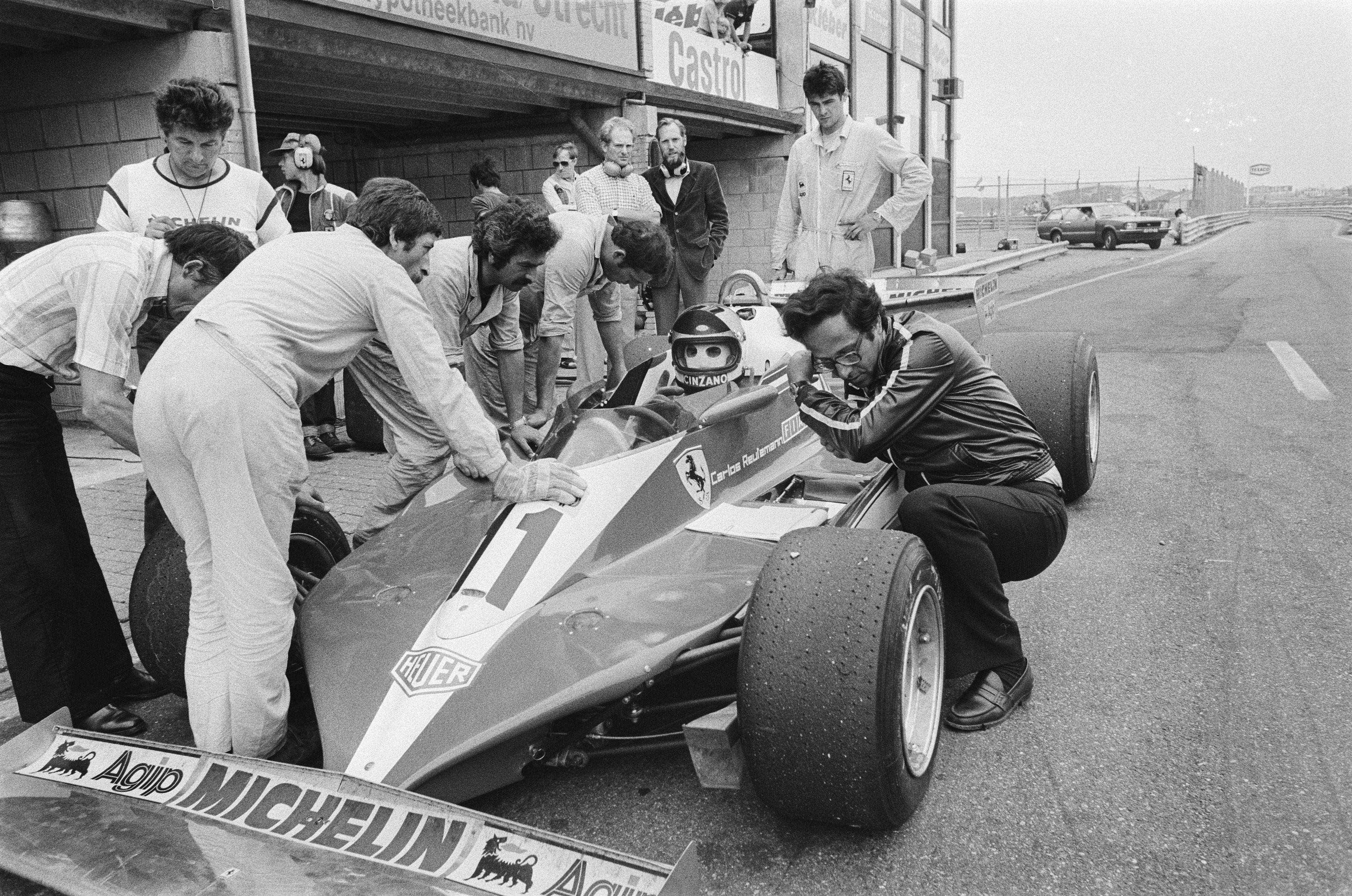
Forghieri a la derecha del 312 T3 de Carlos Reutemann, año 1978

Después de una exitosa campaña en 1962, algunas figuras clave de Ferrari, incluido el diseñador jefe Carlo Chiti, salieron para unirse al equipo ATS de Fórmula 1. Con solo 27 años, Forghieri fue nombrado Jefe del Departamento Técnico para vehículos de competición. En 1964, Forghieri diseñó el Ferrari 158 con motor V8, en el que John Surtees ganó el Campeonato Mundial de Fórmula 1 de 1964. Forghieri más tarde fue ascendido a Director Técnico del Departamento de Carreras.
En el Gran Premio de Mónaco de 1968, Colin Chapman de Lotus colocó en su monoplaza el primer alerón que se utilizó en la F1 en la parte delantera, mientras que atrás solamente se usó una extensión de la carrocería. Para la siguiente carrera, el ingeniero italiano implementó en el Ferrari por primera vez un alerón trasero que estaba sostenido por dos tubos.
En 1970, Forghieri diseñó la serie Ferrari 312 (el 312 y 312B de F1 y los deportivos 312P y 312PB). También diseñó el primer engranaje automático transversal en el 312T4 y el primer motor turboalimentado de Ferrari en el 126C2. Bajo su dirección, Ferrari ganó el título del campeón mundial de F1 en cuatro ocasiones, con John Surtees (1964), Niki Lauda (1975 y 1977) y Jody Scheckter (1979). Ferrari también ganó el título del campeonato mundial de constructores de F1 ocho veces con él.

## Lamborghini y Bugatti

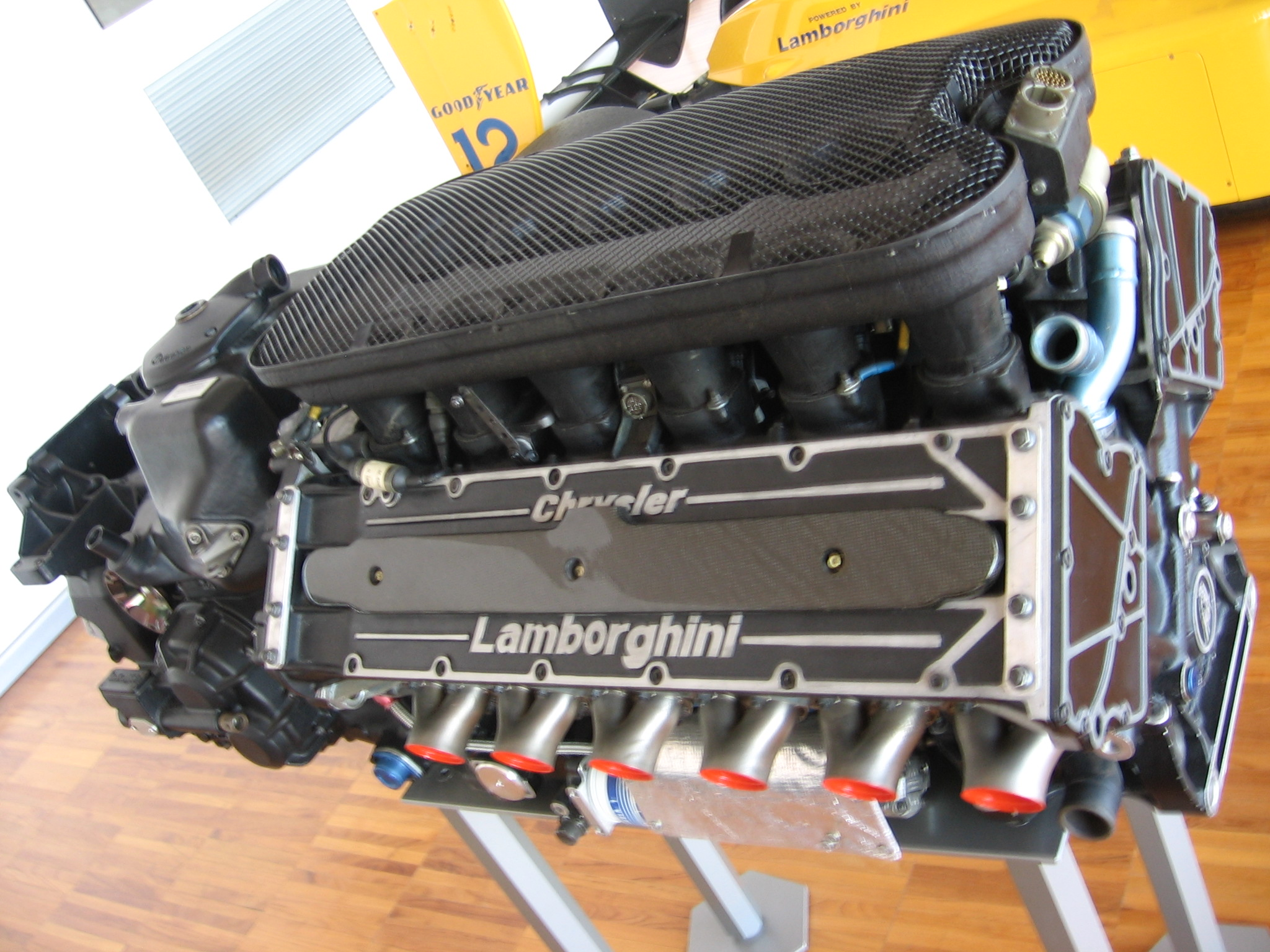
Lamborghini 3512 V12

Después de dejar Ferrari en 1987, Forghieri se unió a Lamborghini Engineering, un departamento creado por Lee Iacocca, el entonces CEO de Chrysler, que había comprado la firma de automóviles Lamborghini.
En esa organización, que tenía al ex-Ferrari Daniele Audetto como director deportivo, Forghieri diseñó el motor Lamborghini 3512 V12 de aspiración natural, que hizo su debut en carreras en el Gran Premio de Brasil de 1989 de F1. El motor V12 fue utilizado por Lola/Larrousse, Lotus, Ligier, Lambo, Venturi y Minardi entre 1989 y 1993.
Tras el rendimiento alentador del motor, se concibió el proyecto de diseñar un automóvil completo. El automóvil llevó el nombre de Lambo 291 y fue utilizado por el Modena Team de Carlo Patrucco en 1991.
Sin embargo, esta último proyecto no fue exitoso y Forghieri dejó Lamborghini poco después. En 1992, se convirtió en el director técnico del reemergente Bugatti, donde permaneció hasta 1994. En el mismo año, también fue llamado como experto en el juicio relacionado con la muerte del conductor Ayrton Senna en la pista de Imola.

## Oral Engineering Group
En 1995, Forghieri cofundó con Franco Antoniazzi y Sergio Lugli el Oral Engineering Group, una empresa de diseño mecánico. Lass operaciones de la compañía  incluian diseño, investigación y desarrollo de motores y componentes de automóviles, motocicletas, marinos y karts. Algunos de sus clientes fueron Bugatti, BMW y Aprilia. Oral recibió el encargo de fabricar el concept car Ferrari Pinin diseñado por Pininfarina.